# M7 Borås
M7 Borås var en svensk basketklubb från Borås, som är mest känd för att ha värvat Magic Johnson under en säsong, 1999–2000. Under denna tid bytte laget namn till Magic M7. Efter att Johnson lämnat laget bytte laget namn till M7 Basket, sedan slutligen M7 Borås. Klubben bildades 1991, då Marbo Basket och Borås Basket gick samman och bildade M7. År 2003 gick klubben i konkurs, till stor del på grund av det kostsamma avtal som skrevs med Magic Johnson.
Lagets största framgångar var två SM-finaler, 1997 och 2000, båda gångerna mot Plannja Basket, samt 16-delsfinal i den europeiska klubblagsturneringen FIBA Korać Cup, säsongen 1999/2000.

## Magic Johnson-affären
Magic Johnson, som räknas som en av basketsportens största profiler genom tiderna, skrev på ett tvåårskontrakt med M7 Borås i maj 1999. Den 26 oktober samma år debuterade han för klubben, i en seriematch mot Sallén Basket.
Magic Johnsons kontrakt var dock baserat på bland annat bruttoinkomster och flera andra faktorer som förutsatte att Johnson skulle få stora summor från klubben, utan att de nödvändigtvis gick med vinst. Skulderna hopades för klubben förhållandevis snabbt, och man blev tvungna att bryta kontraktet efter endast en säsong. Klubben hämtade sig aldrig ekonomiskt och gick i konkurs 2003.